# Vangueriella vanguerioides
Vangueriella vanguerioides är en måreväxtart som först beskrevs av William Philip Hiern, och fick sitt nu gällande namn av Bernard Verdcourt. Vangueriella vanguerioides ingår i släktet Vangueriella och familjen måreväxter. Inga underarter finns listade i Catalogue of Life.